# Îlot de Rama
Pour les articles homonymes, voir Rama.
L'îlot de Rama (en portugais : Ilhéu da Rama) est un îlot situé dans la freguesia de Ribeira da Janela, dont la municipalité est Porto Moniz, à Madère, au Portugal.